# U-Bahn-Station Schottenring

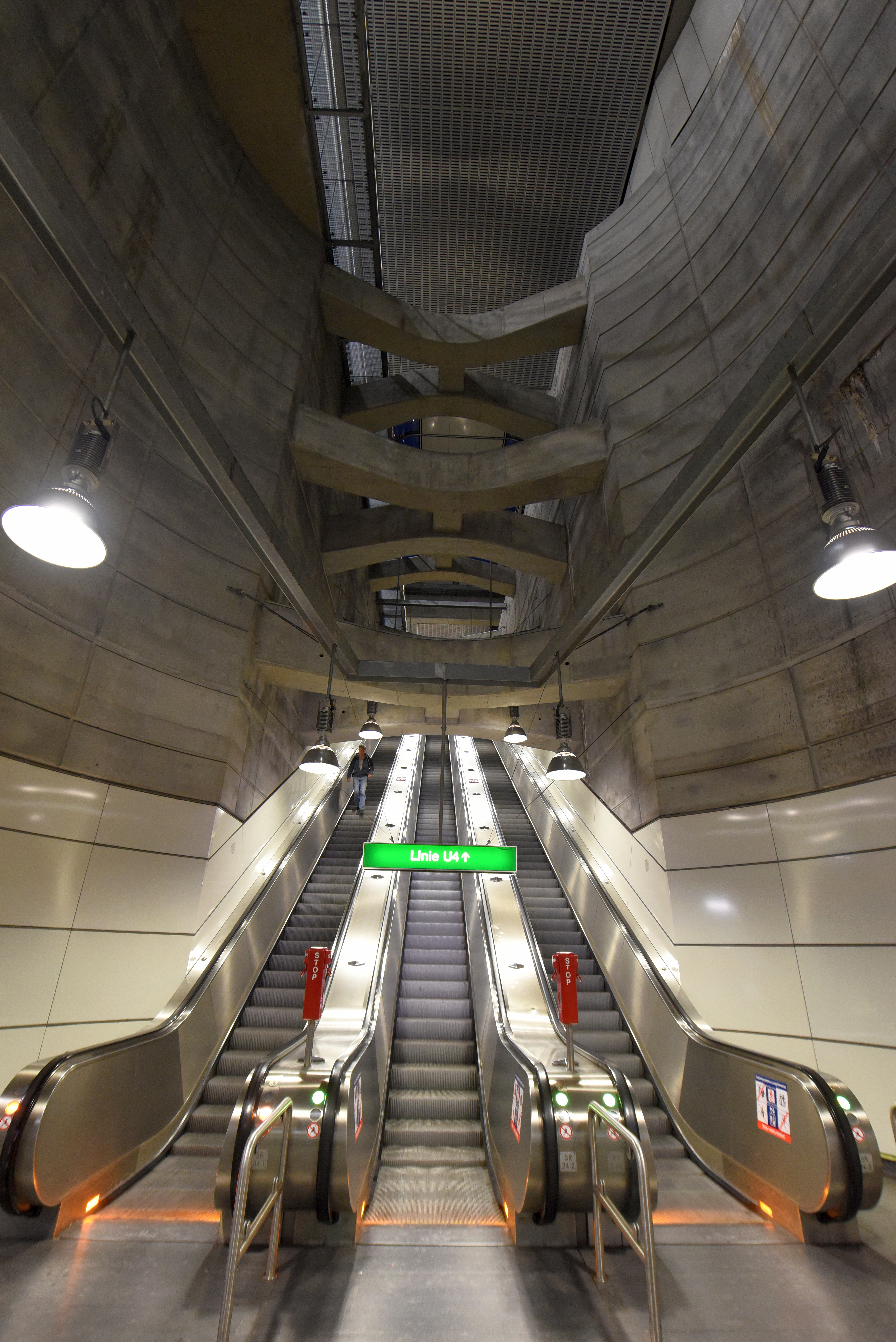
Rolltreppenanlagen in der Station Schottenring

Die Station Schottenring ist eine unterirdische Kreuzungsstation der Linien U2 und U4 zwischen dem 1. (Innere Stadt) und dem 2. Wiener Gemeindebezirk Leopoldstadt. Namensgeber ist der Schottenring, der an das im Mittelalter von irischen Benediktinermönchen gegründete Schottenkloster erinnert. In unmittelbarer Nähe befinden sich der von Erich Boltenstern entworfene Ringturm, die Augartenbrücke sowie das Szenelokal Flex.

## Die Anlage
Die parallel zum und unter dem Donaukanal liegende Station verfügt über einen Mittel- sowie zwei Seitenbahnsteige. Die Anlagen der U4 liegen in der Galeriestrecke längs zum Donaukanal, jene der U2 etwa 23 Meter unterhalb des Donaukanals. Die beiden Bereiche sind mittels Rolltreppen (siehe Bild), fester Stiegen und Aufzugsanlagen miteinander verbunden. Die U2 verfügt in zwei getrennten Tunnelröhren über Seitenbahnsteige. Ausgänge führen mittels fester Stiegen und Rolltreppen auf den Franz-Josefs-Kai. Dort besteht die Möglichkeit, auf die Straßenbahnlinien 1 zur Prater Hauptallee beziehungsweise zum Stefan-Fadinger-Platz, 31 nach Stammersdorf und 71 nach Kaiserebersdorf sowie zur Stadtbuslinie 3A umzusteigen. Mit der Verlängerung der U2 zum Stadion wurden auch auf der Leopoldstädter Seite neue Ausgänge geschaffen: Einer führt neben der Staustufe Kaiserbad direkt auf den Treppelweg entlang des Donaukanals, ein weiterer Ausgang unterquert die stark befahrene Obere Donaustraße und führt in die Herminengasse, eine verkehrsberuhigte Gasse im 2. Bezirk.

## Geschichte

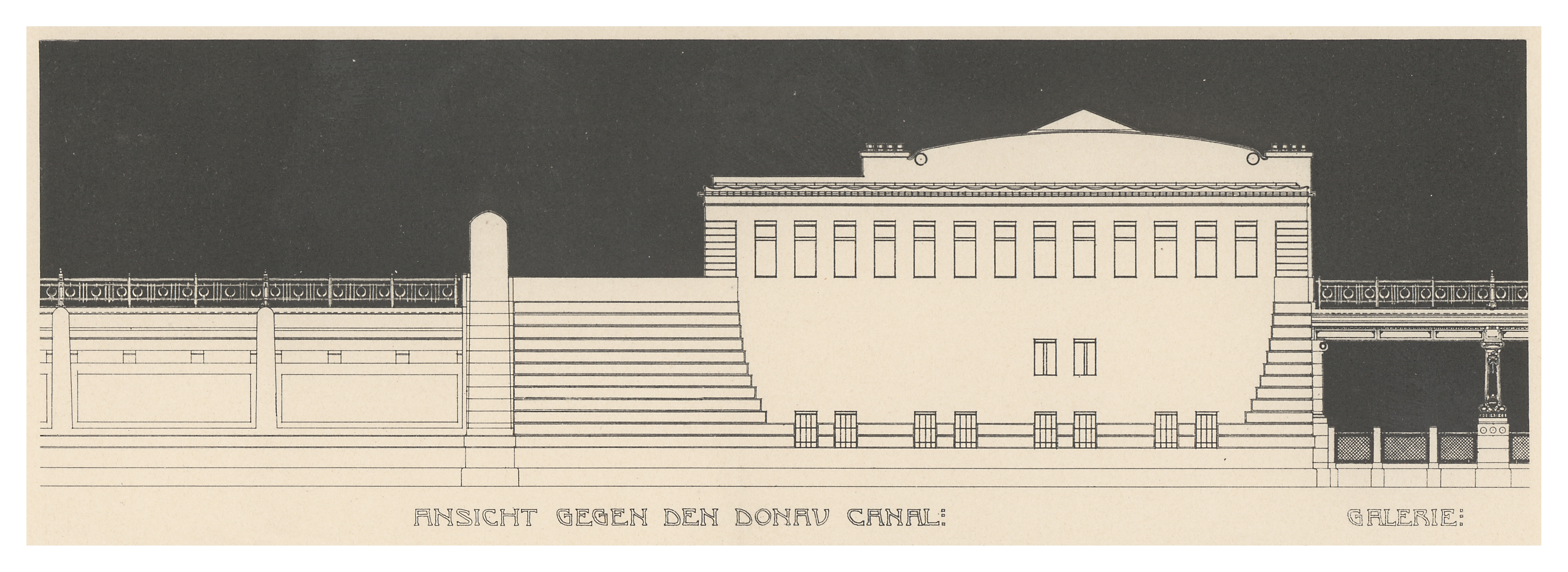
Nicht realisierter Stationsentwurf von Otto Wagner

Tatsächlich realisiertes Aufnahmsgebäude

Errichtet wurde die Station für die Donaukanallinie der Wiener Dampfstadtbahn. In deren frühen Planungen wurde sie teilweise noch als Kaiserbad bezeichnet, bevor sie letztlich den bis heute gebräuchlichen Namen bekam. Die im Auftrag der Commission für Verkehrsanlagen in Wien von Otto Wagner gestaltete Station wurde im Mai 1900 baulich fertiggestellt und am 6. August 1901 eröffnet. 1918 wurde sie geschlossen und am 20. Oktober 1925 im Rahmen der neuen Wiener Elektrischen Stadtbahn wiedereröffnet. Das ursprüngliche Aufnahmsgebäude gegenüber der ebenfalls von Otto Wagner entworfenen Staustufe Kaiserbad überstand zwar die schweren Artilleriegefechte längs des Donaukanals während der Schlacht um Wien 1945, wurde aber in den 1970er Jahren im Zuge des Umbaus der Donaukanal- und Wientallinie zur Linie U4 abgetragen und durch einen Neubau ersetzt. Das erfolgte vor allem aufgrund des fehlenden Denkmalschutzes. Begründet wurde dieser Schritt mit dem wegen der Verknüpfung mit der U2 nötigen Umbau der Station von zwei- auf viergleisigen Betrieb.

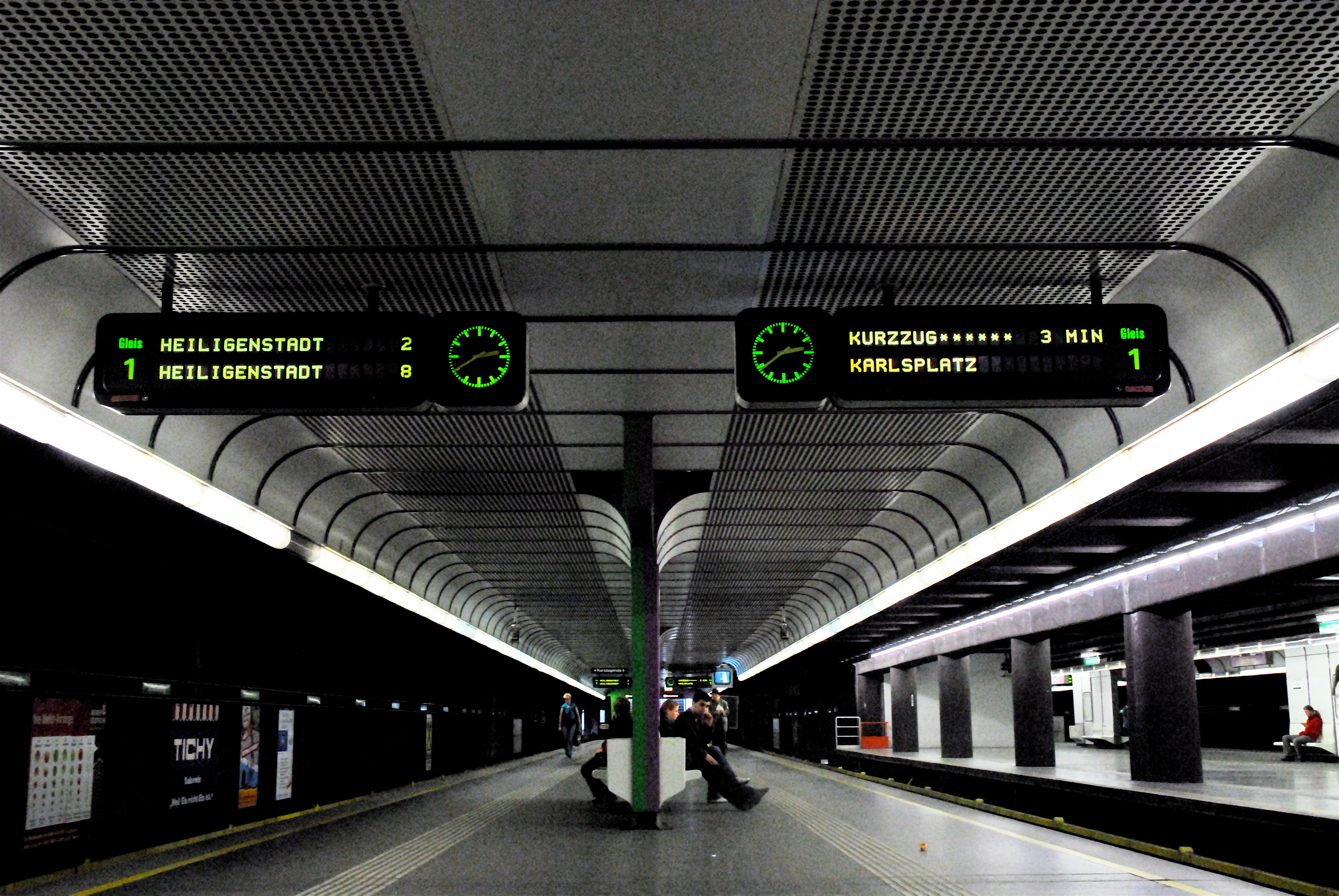
Von 1980 bis 2008 lag die U2-Station zwischen den Gleisen der U4.

Am 3. April 1978 wurde, nach zwei Tagen Betriebspause, die umgebaute Station für die U4 wiedereröffnet. Am 30. August 1980 erreichte die U2 die Station Schottenring. 1981 wurde versucht, mittels einer Linie U2/U4 einen U-Bahn-Ring um den 1. Bezirk zu schließen, was aber wegen der dadurch verursachten Betriebsstörungen nach drei Wochen wieder aufgegeben wurde. Seit 1980 war die Station Schottenring die Endstation der Linie U2. Zwischen 2002 und 2008 erfolgte ein vollständiger Umbau, ein Gleis der U2 wurde abgetragen. In dieser Zeit kam provisorisch die sogenannte Spanische Lösung zur Anwendung: Die Züge der U2 konnten beidseitig verlassen werden. Dabei wurde unter dem Donaukanal eine völlig neue Station der Linie U2 geschaffen, die am 10. Mai 2008 eröffnet wurde. Der Bau erfolgte in geschlossener Bauweise.

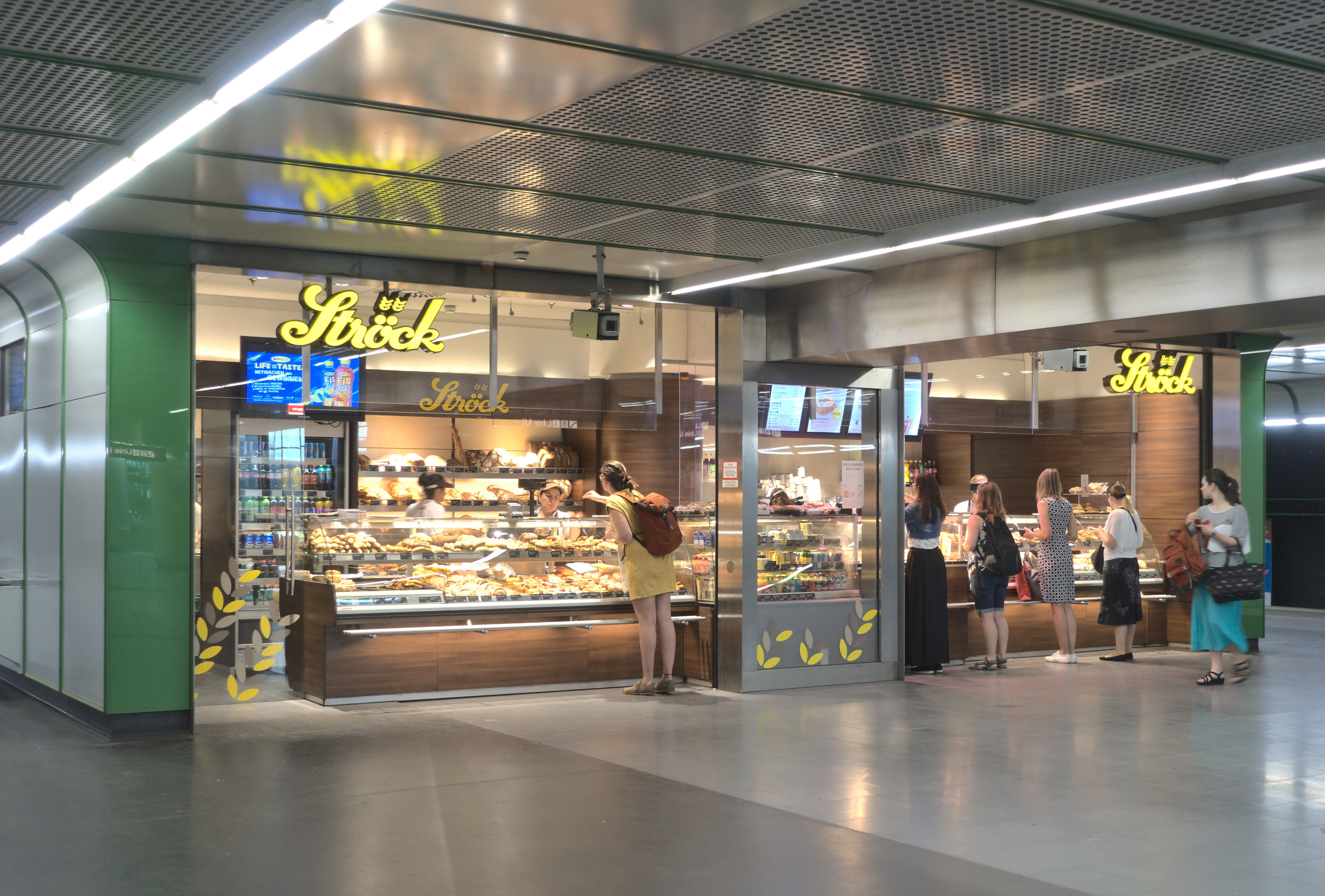
Bäckerei an der Stelle der ehemaligen U2-Gleise, 2017

Nach Eröffnung der neuen, tiefer gelegenen U2-Station begannen die Umbauarbeiten im Bereich der ehemaligen, niveaugleichen Bahnsteige von U2 und U4. Das verbleibende Gleis der U2 in der Mitte der beiden U4-Inselbahnsteige wurde abgetragen.

## Galerie

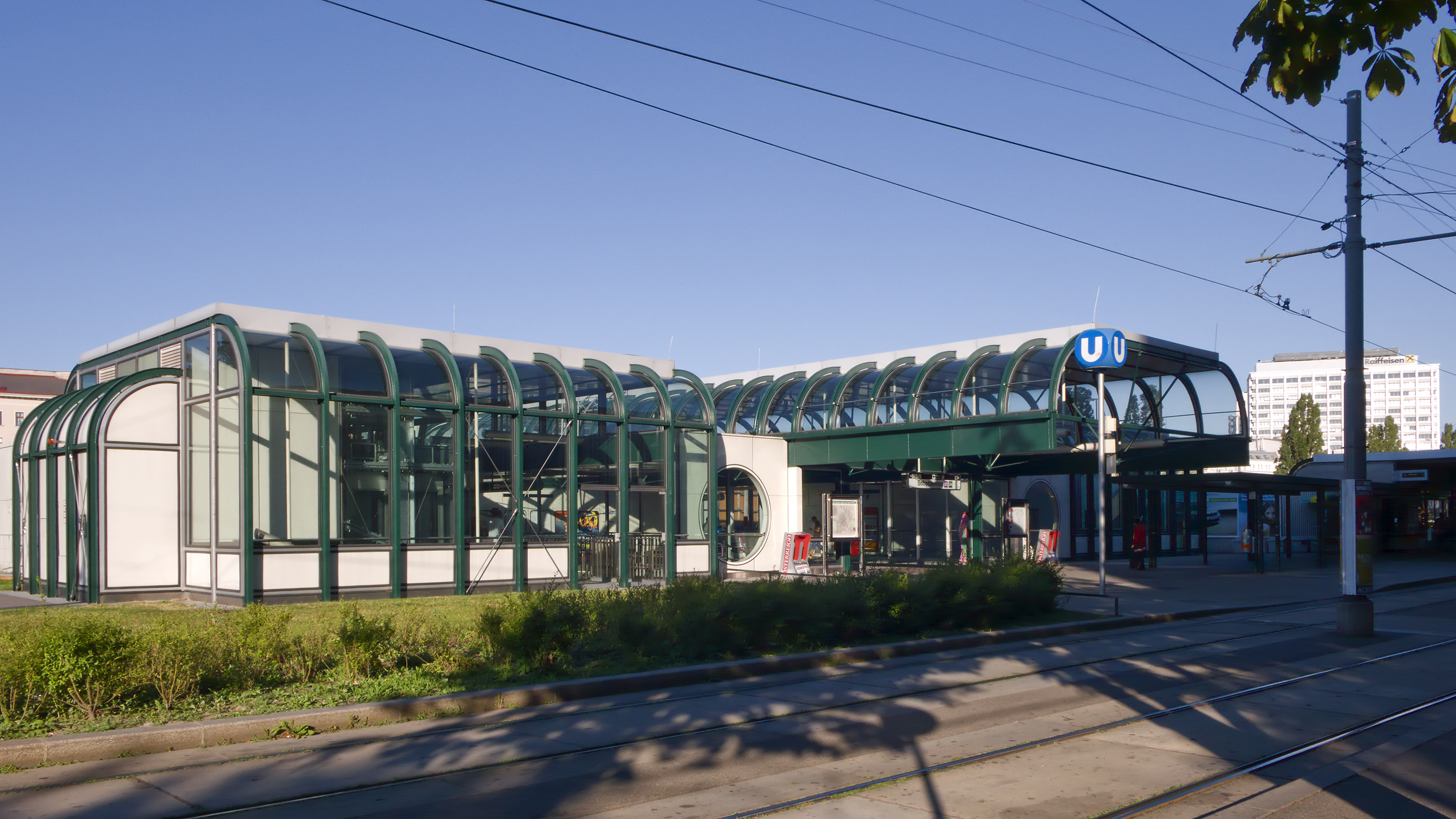
Aufnahmegebäude Schottenring
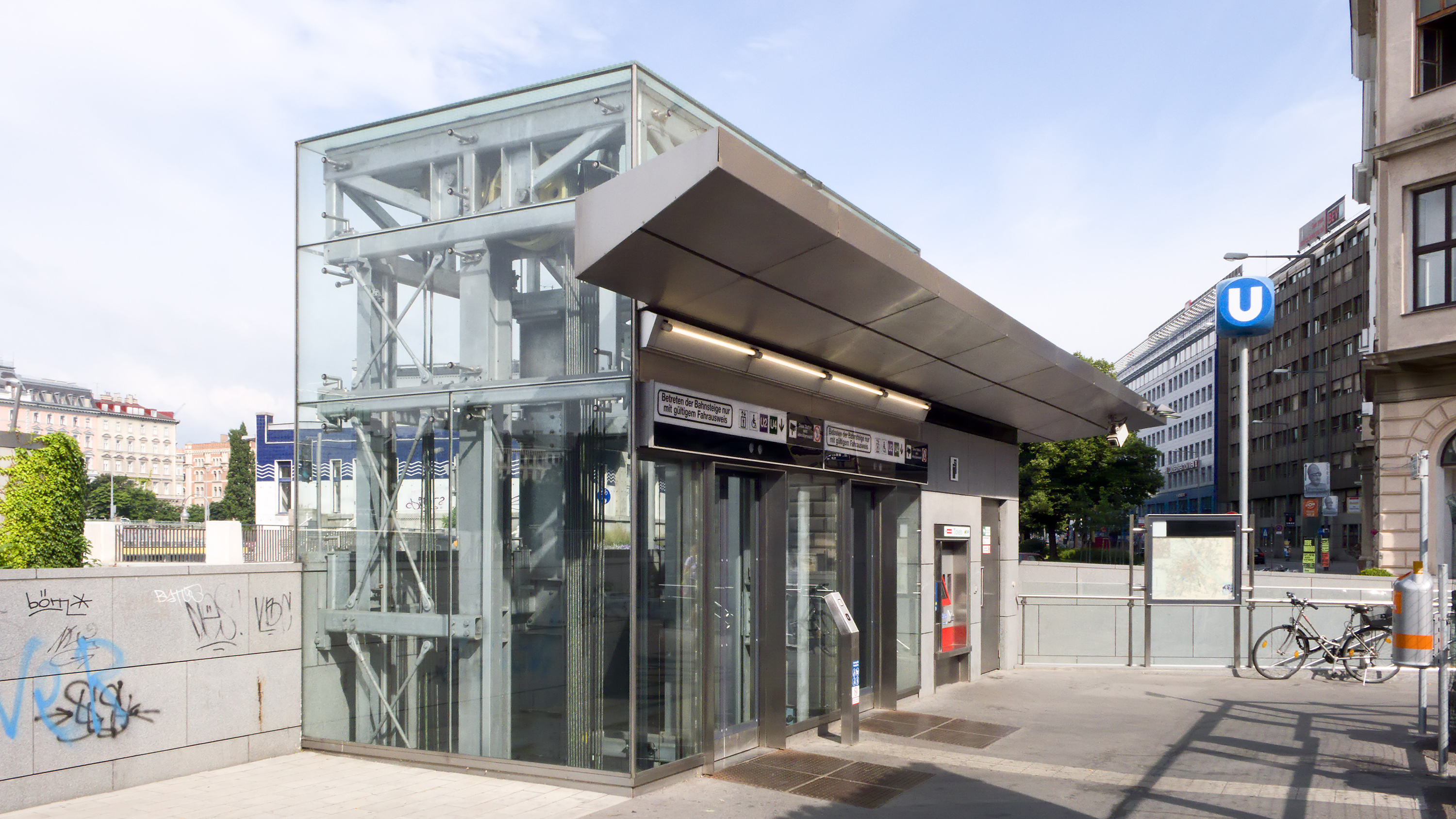
Aufnahmegebäude Herminengasse
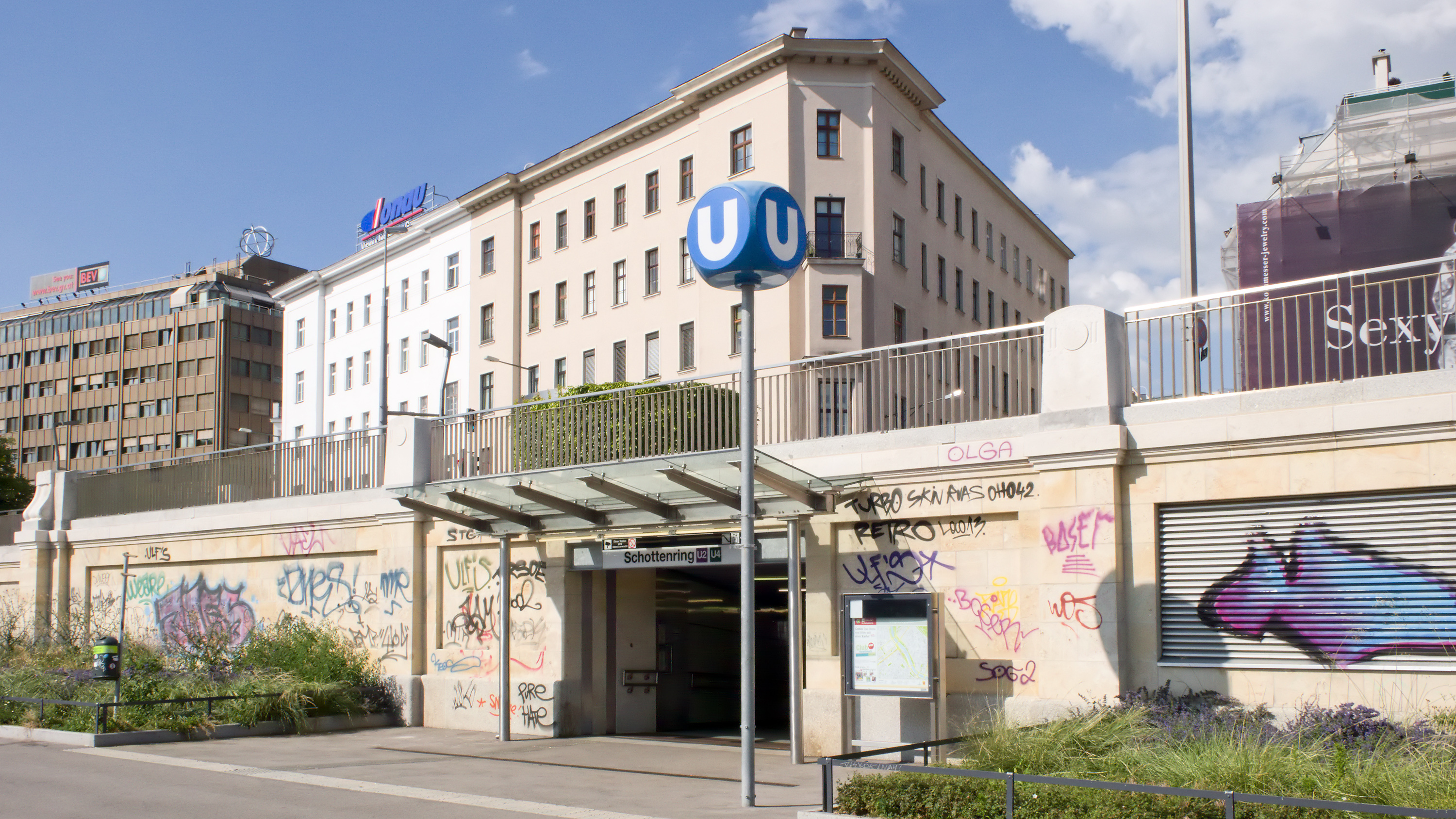
Ausgang Promenadenweg
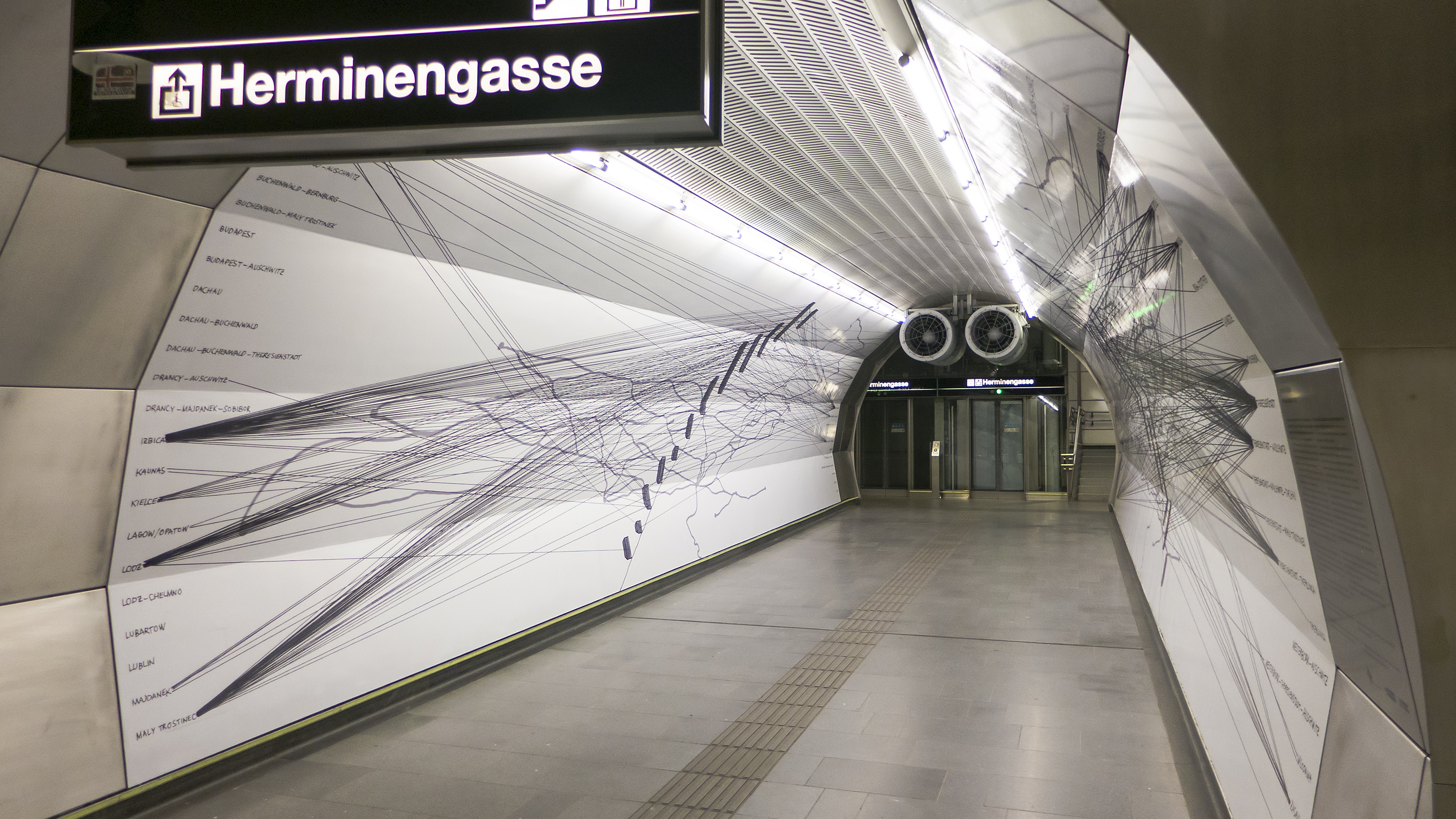
Wandbild „Herminengasse“ von Michaela Melián
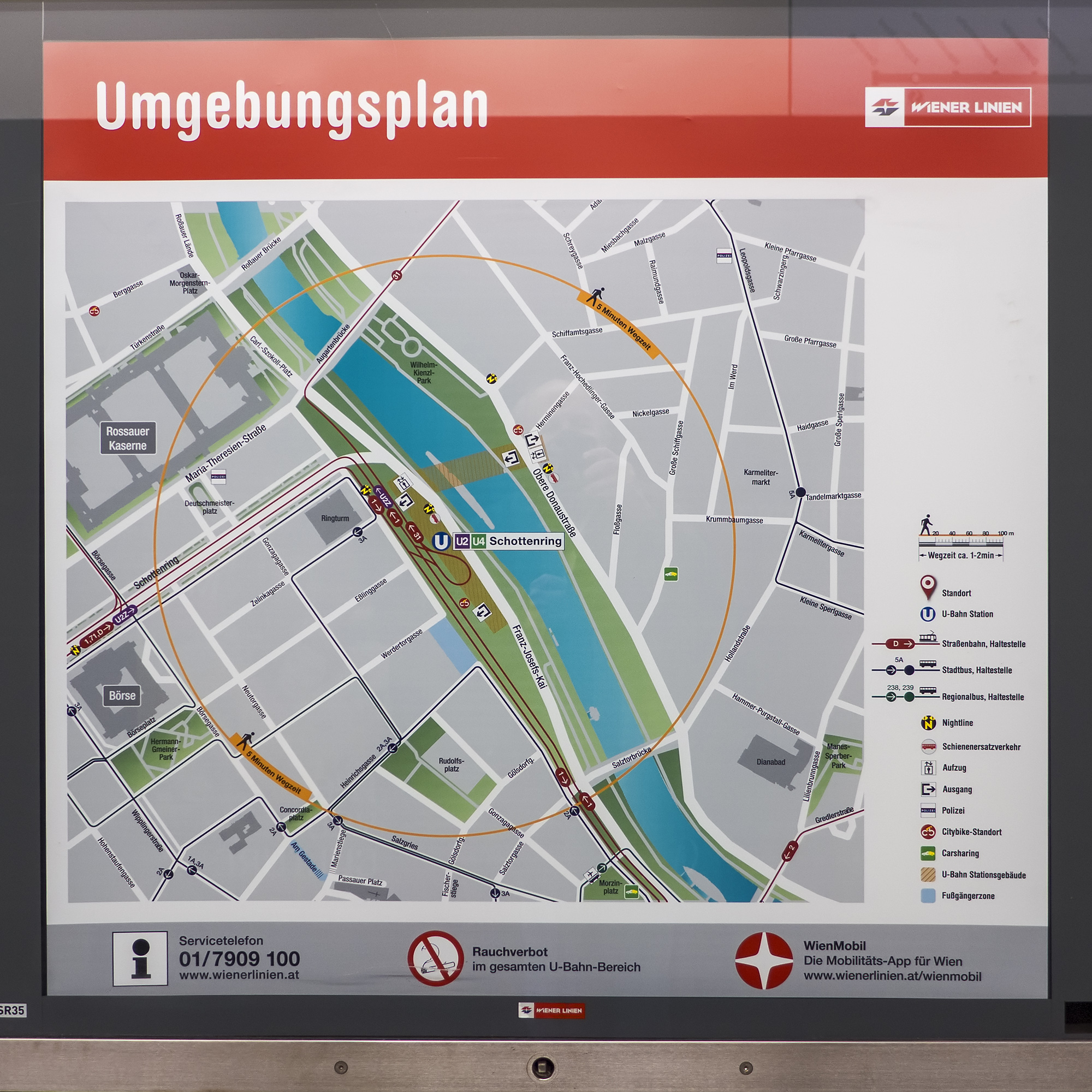
Umgebungsplan